# كورنيليوس جونسون
كورنيليوس جونسون (بالإنجليزية: Cornelius Johnson)‏ هو منافس ألعاب قوى أمريكي، ولد في 28 أغسطس 1913 في لوس أنجلوس في الولايات المتحدة، وتوفي في 15 فبراير 1946 في سان فرانسيسكو في الولايات المتحدة.

## وصلات خارجية
- كورنيليوس جونسون على موقع الاتحاد الأمريكي لسباقات المضمار والميدان (الإنجليزية)
- كورنيليوس جونسون على موقع الاتحاد الأمريكي لسباقات المضمار والميدان، قاعة المشاهير (الإنجليزية)
- كورنيليوس جونسون على موقع اللجنة الأولمبية الدولية (الإنجليزية)
- كورنيليوس جونسون على موقع أوليمبيديا (الإنجليزية)